# Hlošina stříbrná

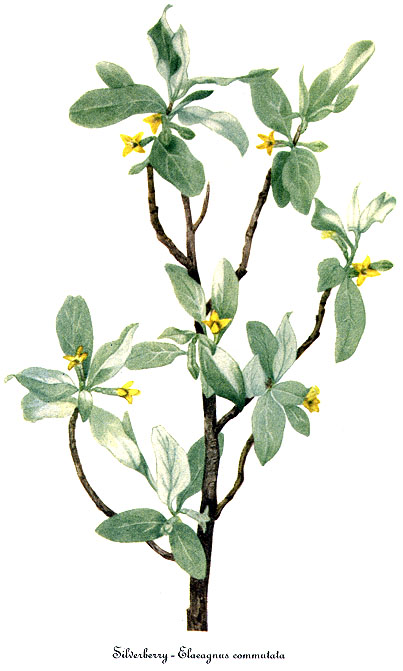
Nákres rostliny

Hlošina stříbrná (Elaeagnus commutata) je vitální keř původem ze Severní Ameriky. Je to druh rodu hlošina, který se jako nenáročná okrasná rostlina dostal do mnoha zemí celého světa.

## Ekologie
V České republice je hlošina stříbrná pěstována v parcích nebo vysazována podél cest. Občas zplaňuje a dostává se do volné přírody kde obvykle vyrůstá na osluněných, suchých, písčitých nebo hlinitých a propustných půdách po okrajích silnic, podél železničních tratí, v pískovnách, štěrkovnách a na různých opuštěných místech. Je mrazuvzdorná a odolává silnému větru, po seřezání dobře regeneruje a netrpí žádnými nemocemi, špatně se však přesazuje.
Má symbiotický vztah s určitými půdními bakteriemi sídlícími na kořenech. Rostlina je schopná získávat pomoci těchto bakterií vzdušný dusík pro svou potřebu i obohacovat jím okolní půdu. Roste proto uspokojivě i ve velmi chudých půdách.

## Popis
Opadavý, široce rozvětvený a hodně odnožující keř 1,5 až 5 m vysoký, nebo vzácně stejně vzrostlý strom, se šedou kůrou, s červenohnědými ohebnými letorosty bez trnů a se stříbřitými chlupy. Je porostlý krátce řapíkatými, podlouhle vejčitými listy 2 až 10 cm dlouhými, které mají po obou stranách trvale stříbřité chlupy.
Z paždí listů vyrůstají společně obvykle dva až tři drobné, silně vonící oboupohlavné květy na krátkých stopkách. Bývají nálevkovité, zvonkovité nebo trubkovité, jejich čtyři kališní lístky, 12 až 15 mm dlouhé, jsou zvenčí stříbřitě šedě chlupaté a zevnitř žluté, korunní lístky v květu chybí. Čtyři tyčinky mají eliptické prašníky a jednodílný semeník tlustou čnělku s drobnou bliznou. Květy rozkvétají v květnu a červnu; pro opylovače, nejčastěji včely, mají hodně nektaru.
Plody jsou široce elipsoidní, stříbřité, nepravé peckovice, asi 1 cm dlouhé. Dozrávají v srpnu a září, ve zralosti jsou žluté, mají moučnatou dužinu a pecku až 0,8 cm velkou.

## Rozmnožování
V přírodě se jedinci rozšiřují po okolí dlouhými odnožemi z kořenů, na nová místa se dostává semeny z plodů které roznášejí živočichové. Semena klíčí velmi dlouho, někdy až 18 měsíců. Nové rostliny lze získávat i řízkováním, na podzim se odebírají nové letorosty s patkou starého dřeva, i zde trvá zakořenění téměř rok. Dalším možným způsobem je oddělování mladých rostlin na odnožích z mateční rostliny.

## Význam
Pěstuje se jako ozdobný keř v parcích a zahradách, dobře se daří na kyselých půdách i ve znečistěném prostředí průmyslových oblastí. Konzumují se zralé plody, které mají nasládlou a trpkou chuť. Jednak se z nich vyrábí želé nebo se suší. Plody obsahují mnoho vitamínů (A, C, F), flavonoidy a minerální látky. Obsahují také hodně esenciálních mastných kyselin, což je pro plody neobvyklé. Druh je zkoumán jako potenciální zdroj léků pro snížení výskytu nebo pro zastavení zhoubného bujení nádorů.

## Galerie

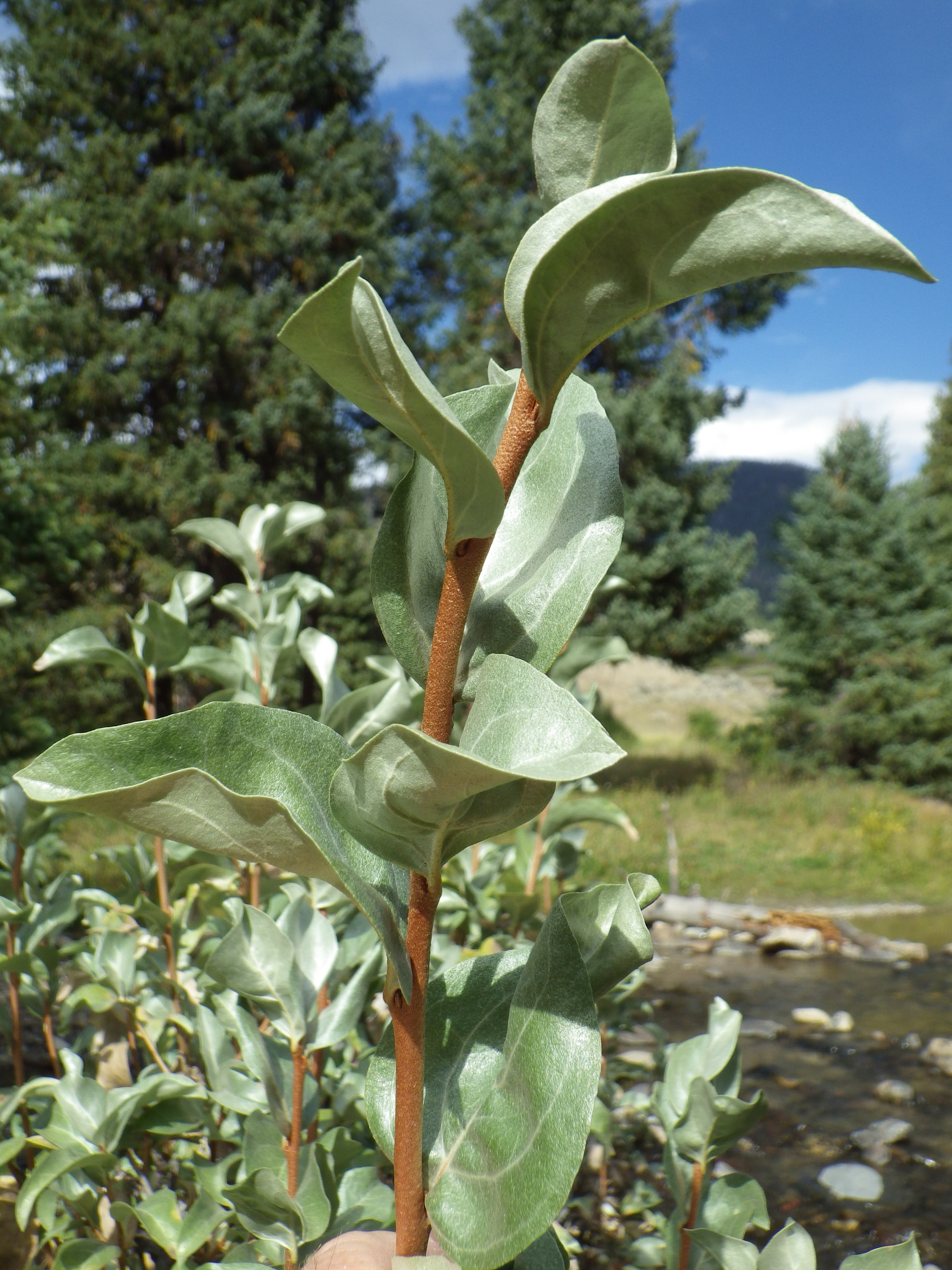
Mladá rostlina
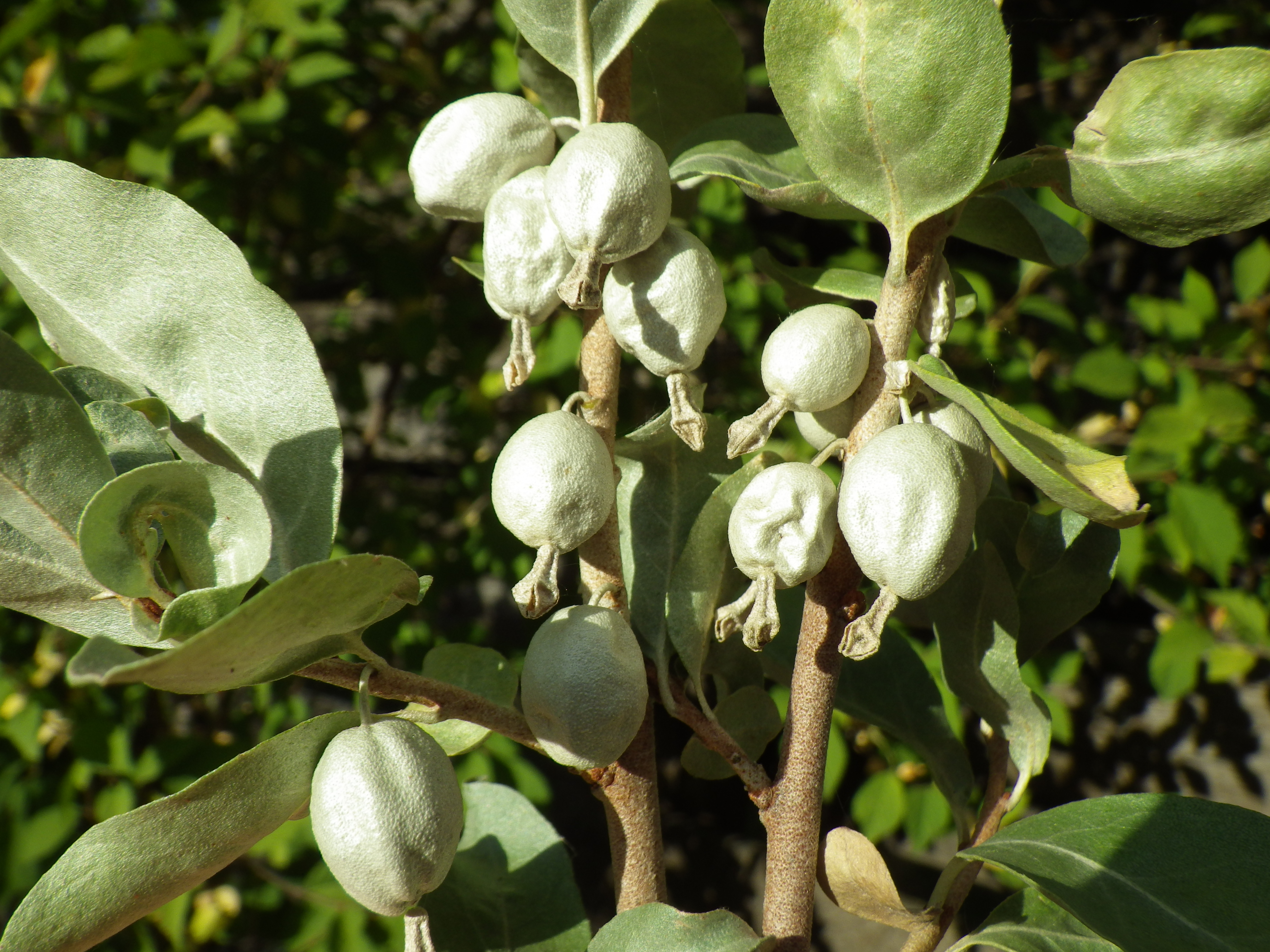
Plody
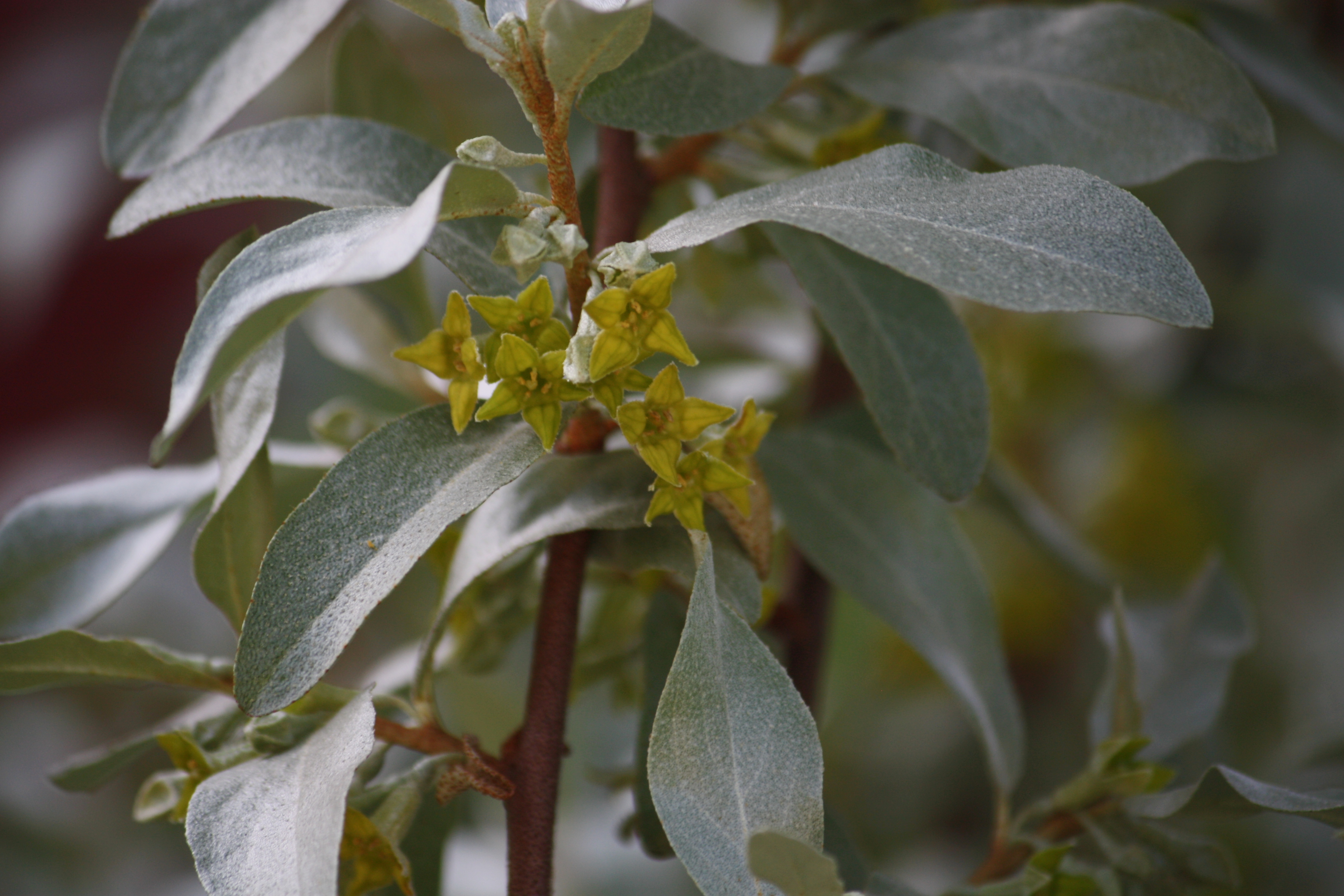
Kvetoucí rostlina